# Эрнольсайм-ле-Саверн
Эрнольсайм-ле-Саверн (фр. Ernolsheim-lès-Saverne) — коммуна на северо-востоке Франции в регионе Гранд-Эст (бывший Эльзас — Шампань — Арденны — Лотарингия), департамент Нижний Рейн, округ Саверн, кантон Саверн.
Площадь коммуны — 10,94 км², население — 600 человек (2006) с тенденцией к стабилизации: 589 человек (2013), плотность населения — 53,8 чел/км².

## Население
Население коммуны в 2011 году составляло 604 человека, в 2012 году — 602 человека, а в 2013-м — 589 человек.
| 1962 | 1968 | 1975 | 1982 | 1990 | 1999 | 2006 | 2008 | 2011 | 2012 | 2013 |
| ---- | ---- | ---- | ---- | ---- | ---- | ---- | ---- | ---- | ---- | ---- |
| 456  | 465  | 486  | 513  | 562  | 593  | 600  | 600  | 604  | 602  | 589  |

Динамика населения:

## Экономика
В 2010 году из 385 человек трудоспособного возраста (от 15 до 64 лет) 298 были экономически активными, 87 — неактивными (показатель активности 77,4 %, в 1999 году — 75,2 %). Из 298 активных трудоспособных жителей работали 277 человек (142 мужчины и 135 женщин), 21 числились безработными (12 мужчин и 9 женщин). Среди 87 трудоспособных неактивных граждан 18 были учениками либо студентами, 45 — пенсионерами, а ещё 24 — были неактивны в силу других причин.

## Достопримечательности (фотогалерея)

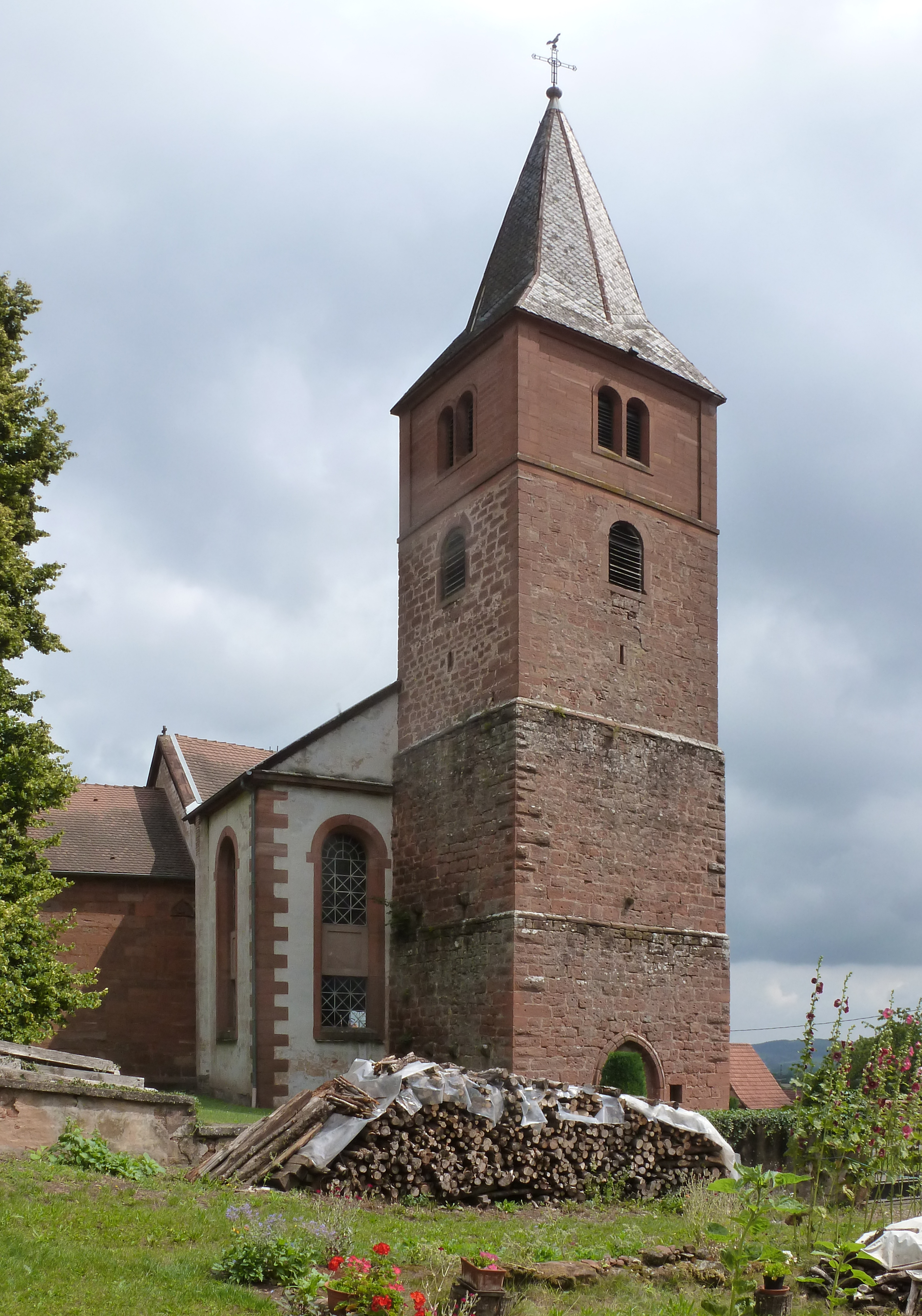
Церковь
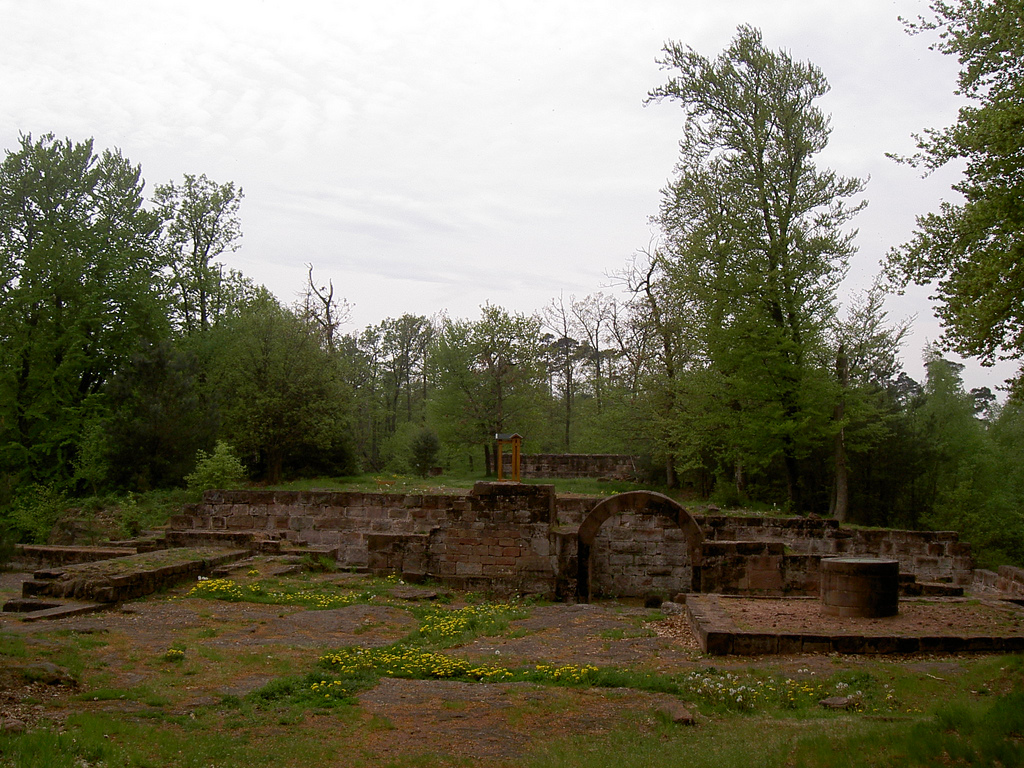
Руины шато де Вартенберг